# Портрет А. И. Лемана
«Портрет А. И. Лемана» — картина русского художника Ильи Репина, написанная в 1888 году. Входит в собрание Государственного Русского музея.
На портрете изображён А. И. Леман — на тот момент начинающий писатель.
Портрет выделяется тем, что на нём стоят две подписи — Репина и Лемана. Есть утверждения, что художник сам попросил Лемана поставить автограф.

## История
А. И. Леман, начинающий писатель опубликовавший несколько книг, но наиболее известный своей книгой «Теория бильярдной игры», входил в широкий круг писателей посещавших в Петербурге литературные «вторники» И. И. Ясинского. Весной 1886 года на очередной «вторник» В. И. Бибиков привёл И. Е. Репина, который пригласил собравшихся посетить его знаменитые «четверги» — так кружок И. И. Ясинского влился в кружок И. Е. Репина.
Портрет датирован художником сентябрём 1888 года. А. В. Жиркевич в своём дневнике оставил запись за 30 сентября 1888 года:

Вчера часов в 12 я поехал к Репину. … Показывал Репин и начатую им серию портретов его друзей, между ними почти оконченный карандашный портрет Лемана.

Портрет хранился у Лемана, неоднократно публиковался, например, в 1900 году фототипия была помещена в книге Лемана «Письма о скрипке и виолончели», также был помещён в статье посвящённой 25-летию работы Лемана в области скрипичного дела в газете «Новое время» за 17 января 1909 года.
Вдова Лемана, писательница Лидия Алексеевна Лашеева, сохранила портрет и, уже будучи в преклонном возрасте, в 1939 году передала его на хранение в Русский музей. В годы войны портрет сохранился в запасниках музея, Л. А. Лашеева погибла в блокаду.
Портрет хранится в запасниках Русского музея, никогда не экспонировался.

## Художественная критика
В творчестве Репина немало примеров, когда, собираясь писать портрет масляными красками на холсте, он так увлекался рисунком, что уже забывал о поставленной задаче, превращая рисунок в самоцель. Таковы портреты Дузе, Введенского, Лемана, Серова, Остроухова и многие другие, начатые и оконченные в угольной технике.
— Игорь Эммануилович Грабарь
Искусствовед М. А. Немировская приводила пример портрета описывая тенденцию работ Репина того периода к монументальности, крупномасштабности:

Правда, укрупнённость пропорций, расчёт на монументальность целого плохо вяжутся <…> с преувеличенной экспрессией взгляда, позы (портрет Лемана).
— Мирра Абрамовна Немировская